# Lluís Carbonell i Colom

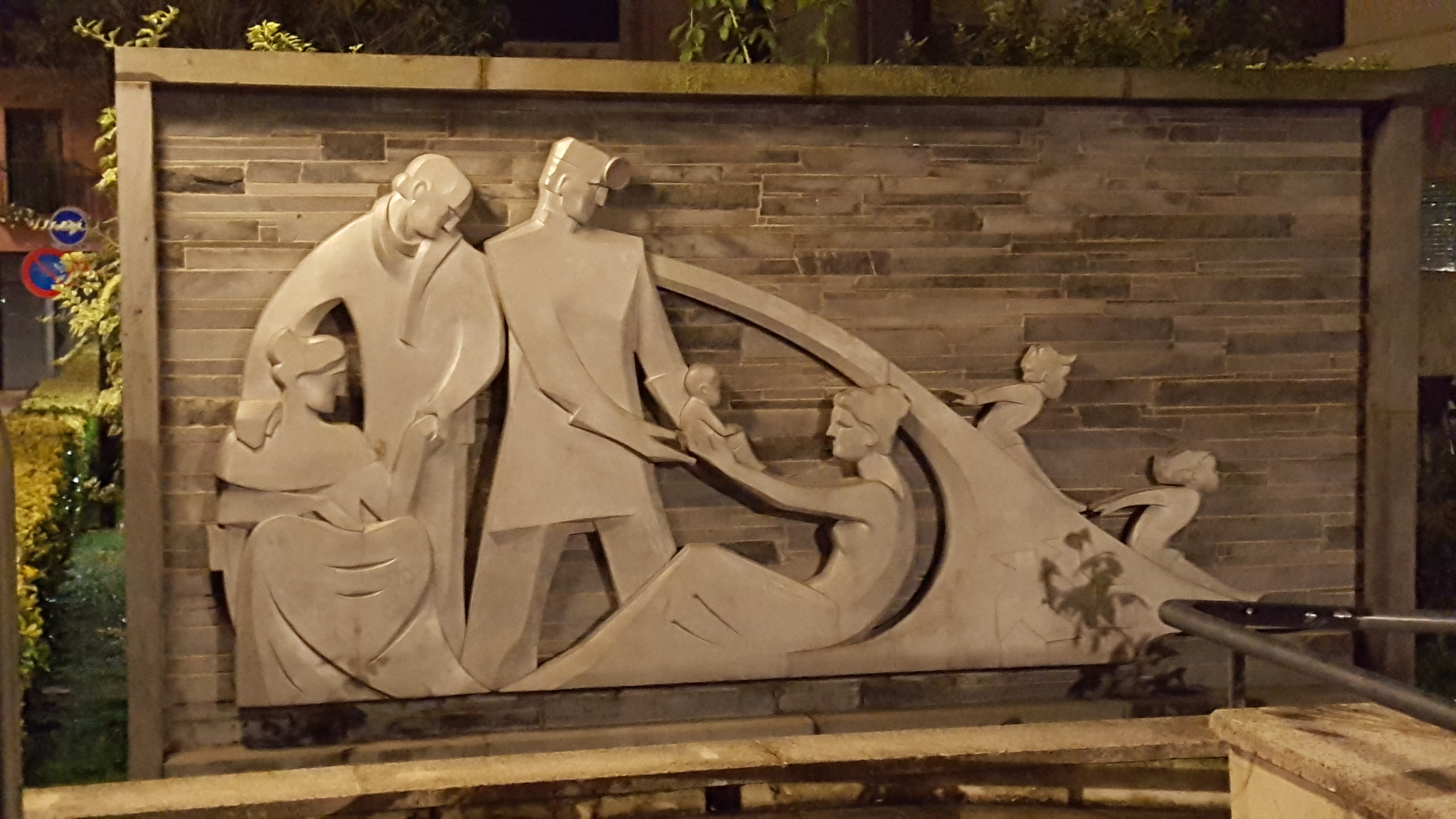
Allegorie „Das Leben“ (Luís Carbonell i Colom), 1969, Klinik „Verge del Tura“, Olot (heute, September 2017, ein Altenheim)

Lluís Carbonell i Colom (* 22. April 1910 in Olot; † 1992 ebenda) war ein katalanischer Maler, Bildhauer und Kunstpädagoge. Als bildender Künstler beschäftigte er sich auch auf dem Gebiet der Gravur und des Designs. Er lebte und wirkte in der Künstlerstadt Olot, Katalonien, Spanien. Als Kunstpädagoge unterrichtete er in seiner eigenen Kunstakademie sowie als Professor an der Kunstakademie von Olot. Lluís Carbonell war der Vater des Malers Xavier Carbonell.

## Werdegang
Bereits als Kind nahm Carbonell Kurse in Bildender Kunst. 1918 trat er für Zeichen- und Malunterricht in die Kunstschule von Melcior Domenge und 1920 in die „Escola de Belles Artes“ von Olot ein. Hier nahm er bei dem Bildhauer Celestí Devesa Zeichenunterricht. Ab 1925 erhielt er im Atelier von Martí Casadevall eine Einführung in die Bildhauerei. Ab 1929 beteiligte er sich erstmals an öffentlichen Ausstellungen. 1935 schrieb er sich an der Kunstakademie von Olot unter dem Leiter Iu Pascual ein. Er studierte unter anderem bei den Professoren Francesc Labarta und Pere Créixams Malerei und Zeichnung in der Natur und im Freien. Bei Xavier Nogués erarbeitete er sich die Techniken der Gravur, der Lithografie und des Holzschnittes. 1942 wurde Carbonell auf der Basis eines durch die Diputacio (Kreisverwaltung) von Girona ausgerufenen Wettbewerbes zum Professor an der „Escola de Belles Arts“ von Olot ernannt. 1946 gründete er im Haus Casa Batlló in Olot seine private Kunstakademie. Die Position als Professor an der Kunstakademie füllte er 38 Jahre lang aus, bis er 1980 in den Ruhestand trat.
Carbonell galt als hochbegabter und hochkreativer Kunstlehrer und Kunstvermittler. Ihm lag nicht nur an einer guten Ausbildung von professionellen Künstlern. Genauso wichtig war ihm die rezeptive wie die produktive Vermittlung von Kunst als menschlichem Existential in breite Volksschichten hinein. In diesem Zusammenhang führte er in seiner Akademie während der Schulferien Kunstkurse für Schüler und Jugendliche und durchgehend über das gesamte Jahr für Kunstinteressierte durch. Darüber hinaus bot er in den jährlich im Herbst stattfindenden Kunstmessen in Olot hochwertige, kleinformatige Kunstwerke zu erschwinglichen Preisen für alle interessierten Bevölkerungsteile an.

## Die Kunst Carbonells
Carbonell hat sich als neugieriger Forscher der Bildenden Kunst in verschiedensten Genres genähert. Neben der Dekoration, Plakatgestaltung und Modellierung von großen, mythischen Folklorefiguren sowie der Gestaltung von Dioramen zu Weihnachten (Krippendarstellungen) und zum Ostergeschehen, dem Genre von Zeichnungen, Porträts, Gravuren hat er sich künstlerisch der Landschaftsmalerei gewidmet. Die größte Popularität hat er in der Skulpturierung von religiösen und weltlichen sowie von Akt-Motiven und im Genre des Wandreliefs erlangt.

### Art Deko, Plakate, Folklorefiguren
Die von Carbonell gestalteten Plakate beeindruckten durch einen stark geometrisch ausgeprägten Sinn. In der Modellierung von folkloristischen und mythischen Figuren wie beispielsweise den Riesen von Olot zeigte sich seine außerordentliche Fähigkeit im Bereich der Skulptur, seine exzellente Kenntnis der menschlichen Form und sein herausragendes Gefühl für Proportion Schönheit. Gleichzeitig offenbarte sich sein großes Wissen der Geschichte und Tradition. Die Figuren strahlen viel Licht, Farben und Lebensfreude aus. Viele Menschen erfreuten und erfreuen sich dieser Werke bei den Stadtumzügen. In diesen folkloristischen Figuren kam Carbonell besonders Kindern sehr nahe.

### Weihnachtskrippen und Karwochendarstellungen (Dioramen)
Carbonell hat sich mit großer Sensibilität und Treue der Olotenser religiösen Tradition der Dioramen zu Weihnachten und Ostern gestellt. Ein Diorama ist die plastische Darstellung eines religiösen Geschehens mit vielen Figuren. Einige Figuren sind motivisch festgelegt, wie beispielsweise das neugeborene Christuskind in der Weihnachtskrippe. Andere Figuren werden in jedem Werk aus dem Lebenskreis der Betrachter neu erfunden und kreiert. Carbonell hat häufig mit seinem Werk den alljährlichen Krippenwettbewerb von Olot für sich entscheiden können. In den Kritiken zu Carbonells Krippen wird betont, dass er künstlerisch hoch wertvoll das weltliche Leben in das biblische Motiv hineinnimmt. In den Dioramen Carbonells zur Karwoche treten dann im Gegensatz zur Weihnachtsmotivik die Gefühle der Angst, des Schmerzes und der Bedrücktheit in Anbetracht der Leidensgeschichte Christi in den Vordergrund. Sowohl in den Weihnachts- als auch in den Karwochen-Dioramen setzt Carbonell seine innersten Gefühle hoch gekonnt in Szene.

### Zeichnungen, Porträts, Gravuren
Die Zeichnung als physisch-expressive Basis der Bildenden Kunst ist eine wesentliche Ausdrucksform von Carbonell. Die Linienführung gestaltet sich bei ihm frei, leicht und bestimmt; ihre Sicherheit ist Ausdruck eines starken natürlichen Gefühls. Die Zeichnungen treffen in der Darstellung der Räumlichkeit und der Licht-Schattenverhältnisse immer den richtigen Punkt. Auf Basis dieser zeichnerischen Fähigkeiten in Verbindung mit einer herausragenden Beobachtungsgabe wird Carbonell auch ein exzellenter Porträtmaler. In jedem seiner Porträts von Bekannten und Freunden scheint menschliche Wärme auf. Besonders die Augen der Porträtierten lassen Gefühle aufscheinen. In ähnlicher Art und Weise erstellt er sein Gravuren, vollständig, detailliert und vom Motiv her immer geschickt gewählt.

### Skulptur und Wandrelief
Manche Kritiker werten die Skulptur-Arbeiten Carbonells als dessen eigentlichen  künstlerischen Höhepunkt. Ausgehend von der religiös orientierten Bildhauerkunst  eines Miquel Blay, eines Josep Llimona und eines Josep Berga i Boada schuf er mit großer Sorgfalt, exzellenter Geschicklichkeit und herausragendem Sinn für Originalität religiöse Figuren, die immer das treffende Volumen aufwiesen. In ähnlicher Weise beherrschte er den Akt im Bereich der Skulptur. Seine Akte zeichnen sich durch bestens gelungene Proportionen aus. Sie offenbaren eine tiefgehende anatomische Kenntnis. Die Figuren erheben sich schlank von ihrem Podest in einer Ästhetik hoher Anschaulichkeit. Ebenso sicher beherrscht Carbonell die Technik des Wandreliefs. Die Symbole, Figuren, Allegorien und Legenden weisen immer die richtigen Proportionen auf und zeigen sich schlichtweg schön. Carbonell zeigt sich in dieser Technik einer mediterranen Kunst verpflichtet.

### Landschaftsmalerei
Die Landschaftsmalerei hat Carbonell als ein in Olot geborener Künstler gewissermaßen mit der Muttermilch aufgesogen. Die Landschaft der Garrotxa um Olot existiert gewissermaßen nur, damit Maler ihre Eindrücke von Formen und Farben davon geben können, damit Dichter ihre Gedichte darüber schreiben können. Carbonells Landschaften zeigen sich zärtlich. Sie präsentieren sich durch sichere Farbstriche und gelungene Farbmischungen in strahlender Kraft. Von den ersten Landschaftsbildern um 1920 bis zu seinen letzten kann ein mit  zunehmender Sicherheit der Praxis künstlerisch-evolutiver Prozess festgestellt werden. Diesen künstlerischen Fortschritt erreicht er durch ständiges Forschen an der Form, der Technik und der Farbgebung. Seine Entwicklung im figurativen Bereich reicht an Abstraktionen heran und wirkt in den neueren Werken hoch erfrischend. Carbonells künstlerischer Blick ging immer nach vorn und nie zurück.

## Ehrungen und Preise
- 1950: Erster Preis im Wettbewerb „Plakate der Stadt Palma de Mallorca“
- 1959: Silbermedaille für Gravur im Kunstwettbewerb der Diputacio de Girona (Bezirksregierung Girona)
- 1981: Silbermedaille der „Escola de Belles Arts d'Olot“ für 38 Jahre Dozententätigkeit in dieser Akademie

## Werke (Auswahl)
- 1943: Altargemälde „Immaculada“ (Kirche Santa Carme in Olot)
- 1943: Skulptur „La Verge de la Salut“ (180 cm, Hauptaltar der Kirche „Santuari de la Salut“ in Sant Feliu de Pallerols)
- 1944: Barockes Steinrelief (300 - 250 cm, Fassade der Kirche in Hinojosa del Duque, Provinz Córdoba, Andalusien)
- 1944: Prozessionsthron für die Marienfigur „Jungfrau Carmen“ (Kirche Santa Carme in Olot)
- 1951: Wandgemälde „La indústria“ auf einer vergoldeten Platte (200 × 100 cm, Barcelona)
- 1951: Skulpturen Heilige Bassilisia und Heiliger Julian (150 cm, Holzschnitzereien, Pfarrkirche in Vullpellac)
- 1952: Triptychon „Der sechste Schmerz der Jungfrau“ (neoklassisch, Privatsammlung Barcelona)
- 1961: Bronzemedaillon Porträt Werner von Siemens, für Siemens, Barcelona (Durchmesser 100 cm)
- 1965: Wandrelief aus Stein – Huldigung der Landwirtschaft und Industrie, der Familie und des Alters, Caixa de Pensions, Olot (als Triptychon organisiert, 300 × 200 cm)
- 1966: Ölbild „Fischernetze“ (katalan. „Xarxes“), Garrotxa-Museum, Olot (100 × 81 cm)
- 1963: Marienfigur „Verge del Carme“ aus Stein für die Fassade der Carmen-Kirche in Managua, Costa Rica (Höhe 450 cm)
- 1969: Wandrelief aus Aluminium – Allegorie „La Vida“ Klinik Verge del Tura, Olot (370 × 180 cm)
- 1972: Wandrelief aus Holz und oxidiertem Silber – Die Druckerkunst im Wandel der Zeit, Industries Gràfiques Alzamora, Olot (300 × 100 cm)
- 1980: Ölbild-Porträt  des Arztes und Historikers Joaquim Danés i Torras (Galerie der illustren Olotenser, Stadtverwaltung von Olot, 81 × 65 cm)

## Ausstellungen (Auswahl)
- 1929: Teilnahme an der Gruppenausstellung im „Saló Citroën“, Olot
- 1930: Teilnahme an der Gruppenausstellung in der „Sala Vayreda“, Olot
- 1947: Ausstellung Pastellbilder (entstanden 1946 nach menschlichen Modellen) im Gebäude  „Francesc Arrmengol“, Olot
- 1958: Teilnahme an der Ausstellung „175 Jahre Escola de Belles Arts d'Olot“
- 1977: Ausstellung von Zeichnungen in der Galerie „Les Voltes“, Olot
- 1981: Teilnahme an der Ausstellung „Aktuelle Plastik in Olot“ in der „Sala oberta“, Olot
- 1983: Teilnahme an der Ausstellung „200 Jahre Escola de Belles Arts d'Olot“ mit dem Gemälde „Interior“
- 1986: Teilnahme an der Werkschau der „Escola Superior de Paisatge d'Olot“ mit dem Bild „Dona en blanc“ und diversen Freiluftzeichnungen in der „Sala La Carbonera“ in Olot